# 河野高宏
河野 高宏（こうの たかひろ、1984年6月13日 - ）は、滋賀県出身のサッカー指導者。

## 来歴
大学時代までは選手としてプレー。大学卒業後は指導者の道へ進み、母校の筑波大学蹴球部のGKコーチなどを経て、2011年、水戸ホーリーホックのGKコーチに就任。

## 所属クラブ
- 滋賀県立膳所高等学校
- 筑波大学

## 指導歴
- 2004年 - 2009年 並木FC コーチ
- 2007年 - 2009年7月、2010年8月 - 12月 筑波大学蹴球部 GKコーチ
- 2011年 - 水戸ホーリーホック GKコーチ